# Phocion Francescakis
Phocion Francescakis, Φωκίων Φραντζεσκάκης – Phōkiōn Phrantzeskakēs, (* 10. Juni 1910 in Chania; † 14. Juni 1992 in Paris) war ein griechisch-französischer Rechtswissenschaftler auf dem Gebiet des Internationalen Privatrechts.

## Leben
Francescakis wurde 1910 in Chania geboren und verbrachte seine Schulzeit in Griechenland. Er studierte Rechtswissenschaften in Frankreich. Mit Beginn des Zweiten Weltkrieges 1939 meldete er sich freiwillig zur französischen Armee. 1940 geriet er in deutsche Kriegsgefangenschaft. Aus der Gefangenschaft 1945 freigekommen, wurde er zunächst Assistent am Institut für Internationales Privatrecht in Paris. Ab 1948 war er chargé de recherches, ab 1958 maître de recherches und schließlich directeur de recherche ab 1963 am Centre national de la recherche scientifique. Er war Chefredakteur der von Paul Lagarde herausgegebenen Revue critique de droit international privé und Mitglied der Akademie von Athen. Er starb 1992 in Paris.

## Veröffentlichungen
- La théorie du Renvoi et les conflits de systèmes en droit international privé (1958).
- La pensée des autres en droit international privé : comptes rendus bibliographiques 1964–1984 réunis en hommage à leur auteur (1985).
- Répertoire de droit international (Loseblattsammlung, Herausgeber).